# بولشوی لوگ (باشقیرستان)
بولشوی لوگ (انگلیسی: Bolshoy Log, Republic of Bashkortostan) یک شهرک در شهرستان بلاگووشچنسکی باشقیرستان کشور روسیه است.